# Erythrogenys erythrogenys
Az Erythrogenys erythrogenys a madarak osztályának verébalakúak (Passeriformes) rendjébe és a timáliafélék (Timaliidae) családjába tartozó faj.

## Rendszerezése
A fajt Nicholas Aylward Vigors ír zoológus írta le 1832-ben, a Pomatorhinus nembe Pomatorhinus erythrogenys néven, egyes szervezetek jelenleg is ide sorolják.

## Alfajai
- Erythrogenys ochraceiceps alius Riley, 1940
- Erythrogenys ochraceiceps austeni Hume, 1881
- Erythrogenys ochraceiceps ochraceiceps Walden, 1873
- Erythrogenys ochraceiceps stenorhynchus Godwin-Austen, 1877

## Előfordulása
Dél- és Délkelet-Ázsiában, Banglades, Bhután, India, Kína, Mianmar, Nepál, Pakisztán, Tajvan, Thaiföld és Vietnám területén honos. 
Természetes élőhelyei a mérsékelt övi erdők és cserjések. Állandó, nem vonuló faj.

## Megjelenése
Testhossza 26 centiméter, testtömege 59-70 gramm.
|  |

## Természetvédelmi helyzete
Az elterjedési területe rendkívül nagy, egyedszáma pedig stabil. A Természetvédelmi Világszövetség Vörös listáján nem fenyegetett fajként szerepel.